# Síndrome del acento extranjero
El síndrome del acento extranjero  es una enfermedad rara que generalmente se produce como un efecto secundario de una lesión cerebral grave, como un derrame o una lesión cerebral, aunque dos casos se han reportado como un problema de desarrollo.  Entre 1941 y 2009, se han registrado sesenta casos en países de lengua inglesa. Sus síntomas son resultado de la distorsionada planificación de articulación y de los procesos de coordinación.

## Descripción
Para el oído no entrenado, los que tienen el síndrome hablan su lengua materna con acento extranjero, por ejemplo, un hablante inglés nativo estadounidense puede sonar como si hablara con un acento sudoriental británico, o un hablante nativo británico podría hablar con acento neoyorquino. Sin embargo, los investigadores de la Universidad de Oxford han descubierto que ciertas partes específicas del cerebro resultaron lesionadas en algunos casos del síndrome de acento extranjero, lo que indica que ciertas partes del cerebro controlan diversas funciones lingüísticas, y podrían provocar daños en el tono alterado o en sílabas mal pronunciadas, causando que los patrones del habla tengan un acento que suena diferente. Más recientemente, hay pruebas crecientes de que el cerebelo puede ser crucialmente involucrado en algunos casos con el síndrome del acento extranjero.
Otra teoría es que, a diferencia de un problema como la afasia, los centros del lenguaje del cerebro están completamente al margen. En cambio, la persona ha perdido las habilidades de motricidad fina necesarias para pronunciar los fonemas con su acento de costumbre. Cuando tratan de pronunciarlas, se encuentran que suena como que tienen un acento diferente. Por ejemplo, la dificultad para pronunciar la letra 'r' al final de las palabras puede significar que una persona baja al final de las palabras. Esto se hace con un acento de Boston, con lo que la persona parece hablar con un acento de Boston al tratar de pronunciar palabras que terminan en 'r'. Para mantener un sentido de normalidad y de flujo, alguien con el síndrome entonces aumenta el efecto del acento imitando el resto del acento. Dependiendo de qué importancia tiene un cierto fonema para el acento original de una persona, que podrían encontrar hablando en un acento diferente mucho más fácilmente y su usual acento muy difícil de pronunciar después de haber perdido algunas habilidades motora.

## Antecedentes
La condición fue descrita por primera vez en 1907 por el neurólogo francés Pierre Marie. y en otro caso descrito en un estudio checo en 1919.
Otro caso reconocido tuvo lugar en Noruega en 1941, cuando una joven, Astrid L., sufrió una lesión en la cabeza a causa de metralla durante un ataque aéreo. Después de recuperarse de la lesión empezó a hablar con lo que sonaba como un marcado acento alemán y fue rechazada por sus compatriotas noruegos. Asimismo, el caso de Judi Roberts, también conocida como Tiffany Noel, nacida y criada en Indiana, Estados Unidos. En 1999, a la edad de 57 años, tuvo un derrame cerebral. Después de recuperar su voz, hablaba con lo que parecía un acento inglés pese a que nunca había estado en Gran Bretaña.
Un nuevo caso del síndrome de acento extranjero lo padeció Linda Walker, una señora mayor de 60 años de la zona de Newcastle. Después de un ataque, su acento se transformó y en algo parecido a un acento jamaiquino y/o francés canadiense, italiano y eslovaco. Walker fue entrevistada por la BBC News 24 y apareció en el Show de Richard y Judy en el Reino Unido en julio de 2006 para hablar de su experiencia. 
Más recientemente, en la edición de julio de 2008 de la Revista Canadiense de Ciencias Neurológicas, los investigadores de la Universidad McMaster publicaron un estudio en el que una mujer de Windsor (Ontario), después de sufrir un derrame, empezó a hablar en lo que algunas personas describieron como un acento de Terranova. 
En 2008, Cindy Lou Romberg, del puerto de Los Ángeles (Washington) y quien había sufrido una lesión cerebral en 1991, desarrolló el síndrome del acento extranjero tras una sesión quiropráctica. Una visita al hospital descartó un derrame. En este caso, comenzó a hablar con acento ruso e incluso parecía cometer los errores gramaticales propios de una rusa hablando en inglés, como si este no fuera su idioma materno. Romberg apareció el 26 de octubre de 2008 en el Canal Discovery Health en el show Mystery ER y también fue presentada el 31 de octubre en la edición interna.